# Bela (Monção)
Pour les articles homonymes, voir Bela.
Bela est une des paroisses (freguesias) de la ville de Monçao, au Portugal.
Sa superficie de 4,22 km².
En 2011, le village compte en son rang 697 habitants.

## Description
Elle est bordée au nord par le fleuve Miño (qui sépare le Portugal de la région espagnole Galice), à l'est par Barbeita, au sud par Longos Vales et à l'ouest par Troviscoso.
Ses principaux hameaux sont S. Bento, Marco, Cabo, Pereirinha, Mato, Cabeça de Vila, Burgo, Laginha et Requeijo.
Le village est traversé par la Nationale 202 qui s'étend de Monção à Melgaço et Sao Gregorio. 
Sa fête principale est en l'honneur de S. Bento da Torre et se déroule autour du troisième dimanche de juillet.

## Histoire
Sa fondation résulte d'une résolution du Concile de Trente (entre 1563 et 1578), par la fusion de deux paroisses : Santo André de Torre (Longos Vales) e Santa Eugénia de Barbeita, qui ont encore aujourd'hui une correspondance géographique avec Meia de Cima et Meia de Baixo, qui marquent la frontière de paroisses respectivement de Barbeita et Longos Vales.
En 1578, dernière année de concile, le frère Bartolomeu dos Mártires donne le nom à la paroisse de Bela, avec comme référence "celles qui ont été dotées de reliques sanctifiées", comme l'avaient demandé les prêtes jésuites qui guérissaient la population, et qui y ont été données.
Le toponyme Bela provient du latin vela, vigilia. Le village était traversé notamment par la via romana qui reliait Braga et Ourense. Il existait deux routes annexes depuis Bela qui donnait accès à l'ouest à la ville de Monção, et à l'est au monte da Assunção. La tour du château Castro da Assunção devait d'ailleurs fixer la frontière plus distinctement entre Bela et Barbeita. On a aussi découvert sur le territoire du village des vestiges d'une ville romaine, qui ont été baptisés par la suite comme les lieux-dit de Candos et Burgo.
Au niveau du lieu-dit de Arnado, en 1758, on pouvait emprunter dans une cave fluviale une barque qui servait de liaison à la voisine Galice et au village de As Neves. L'exploitation de ce passage fut attribué par vente aux enchères publique, une partie au Portugal et l'autre à la Galice.
L'église fut édifiée aux XVIèmes et XVIIèmes siècles. Les pierres utilisées pour sa construction, tout comme certains autels et icônes, ont été récupérées de l'ancienne église de Santo André avant sa demolition. Le clocher date de 1827.
Les croix de granit de la Via-Sacra, qui reliaient l'église et l'école, sont toujours présentes et constituent un point de passage important dans le village.

## Politique
| Dates     | Maire                 | Parti |
| --------- | --------------------- | ----- |
| 2017-2025 | Luis Manuel Vaz Cunha | PSD   |